# Lenka Kebrlová
Lenka Kebrlová (* 13. März 1966 in Rakovník) ist eine ehemalige tschechoslowakische Skirennläuferin.

## Karriere
Kebrlová nahm 1987 erstmals an Alpinen Skiweltmeisterschaften teil. Bei den Wettkämpfen in Crans-Montana belegte sie als beste Platzierung Rang 12 im Slalom. Nur wenige Wochen später feierte sie den größten Erfolg ihrer Karriere, als sie bei der Winter-Universiade in Štrbské Pleso die Goldmedaille in der Kombination gewann.
1988 wurde sie für die Olympischen Winterspiele in Calgary nominiert. Dort belegte sie in der Kombination überraschend den 5. Platz, auf die drittplatzierte Maria Walliser fehlten ihr knapp 19 Punkte.
Nach ihrem Karriereende eröffnete Kebrlová eine Skischule in Vrchlabí.

## Erfolge

### Olympische Winterspiele
- Calgary 1988: 5. Kombination, 12. Slalom, 23. Riesenslalom, DNS Super-G

### Weltmeisterschaften
- Crans-Montana 1987: 12. Slalom,  26. Super-G,[3] DNF Riesenslalom[4], DNF Alpine Kombination[5]
- Vail 1989: 15. Alpine Kombination[6], 36. Super-G[7], DNF Riesenslalom[8], DNF Slalom[9]